# Іскандаров Акбаршо Іскандарович
Акбаршо Іскандарович Іскандаров (тадж. Акбаршо Искандарович Искандаров; нар. 1 серпня 1951, Кеврон, Калаїхумський район, Горно-Бадахшанська автономна область, Таджикистан) — таджицький політичний діяч і дипломат. Двічі (у жовтні-листопаді 1991 та у вересні-листопаді 1992 року) виконував обов'язки Президента Республіки Таджикистан, Голова Верховної Ради Республіки Таджикистан у серпні-вересні 1992 року.

## Біографія
Народився 1 серпня 1951 року в кишлаку Кеврон у Горно-Бадахшанській автономній області. У 1974 році закінчив політехнічний технікум у місті Душанбе за спеціальністю інженер-будівельник. У 1979 році закінчив заочний факультет Таджицького державного університету імені В. І. Леніна за спеціальністю економіст. В цей же період працював інженером у Калаіхумському райземуправлінні, у 1980—1981 роках — інспектор Калаїхумського комітету народного контролю. У 1981—1982 роках — працівник Центрального статистичного управління Таджицької РСР. Із 1982 року — інструктор Компартії Таджикистану спершу у Калаїхумському районі, а з 1984 року — у Горно-Бадахшанському обласному комітеті КП Таджикистану.
У 1986—1987 роках — заступник голови Ішкашимського райвиконкому. У 1987—1990 роках — 1-й секретар Ванчського районного комітету КП Таджикистану. У 1989 році закінчив Ташкентську вищу партійну школу.
Із березня 1990 року — народний депутат Верховної Ради Таджицької РСР. Із 1990 року — заступник Голови Верховної Ради Таджицької РСР, одночасно і голова Горно-Бадахшанської обласної ради.
У жовтні-листопаді 1991 року виконував обов'язки Президента Республіки Таджикистан. Із 11 серпня 1992 року — Голова Верховної Ради Республіки Таджикистан, після відставки президента Рахмона Набієва виконував обов'язки президента до листопада 1992 року, після чого передав владу Емомалі Рахмону.
Із 1993 по 2008 рік — на дипломатичній службі, був послом Таджикистану у Туркменістані, Казахстані та Монголії.